# Robert Neill (rugby à XV)
Pas d'image ? Cliquez ici

a Compétitions nationales et continentales officielles uniquement.

b Matchs officiels uniquement.
Robert Neill, né le 5 septembre 1882 et mort le 14 septembre 1914 à Kuala Lumpur, est un ancien joueur de rugby écossais, évoluant avec l'Écosse et le club d'Edinburgh Academicals au poste d'arrière. 

## Carrière
Robert Neill a disputé son premier test match le 9 mars 1901 contre l'équipe d'Angleterre.
Il a disputé son dernier test match le 22 février 1902 contre l'équipe d'Irlande.
Il joue seulement deux matchs en équipe nationale.
Il a eu l'honneur de partir en tournée avec les Lions en Afrique du Sud lors de l'année 1903, disputant deux test matchs.

## Palmarès

### Avec l'Écosse
- 2 sélections pour l'Écosse.
- Sélections par année : 1 en 1901, 1 en 1902
- Participation aux tournois britanniques en 1901, 1902

- Triple couronne dans le Tournoi britannique de rugby à XV 1901.

### Avec lesLions
- 2 sélections pour les Lions.
- Sélections par année : 2 lors de l'année 1903, en Afrique du Sud.